# Ferrovia Sacile-Vittorio Veneto
La Sacile-Vittorio Veneto, e le diramazioni Costa-Vendrami e Bivio Sarmede-Sarmede, fu una linea ferroviaria a carattere militare e a scartamento ordinario costruita dall'esercito austriaco durante l'occupazione del Nord-Est italiano a conseguenza della battaglia di Caporetto.
Costruita in economia, cessò di funzionare dopo l'armistizio di Villa Giusti e fu smantellata nel 1923.

## Percorso
|  |  | Unknown route-map component "exKBHFa" |

|  | Continuation backward | Unknown route-map component "exSTR" |  |  |

|  | Straight track | Unknown route-map component "exBHF" |  |  |

|  | Unknown route-map component "eABZg+l" | Unknown route-map component "exABZg+r" |  |  |

|  | Unknown route-map component "eBHF" | Unknown route-map component "exSTR" |  |  |

| Unknown route-map component "CONTgq" | One way rightward | Unknown route-map component "exSTR" |  |  |

|  |  | Unknown route-map component "exABZg+l" | Unknown route-map component "exKBHFeq" |  |

|  |  | Unknown route-map component "exHST" |

|  |  | Unknown route-map component "exBHF" |

|  | Unknown route-map component "CONTgq" | Unknown route-map component "xABZg+r" |  |  |

|  |  | Station on track |

|  |  | Continuation forward |